# Umělý jazyk
Umělý jazyk je jazyk, který byl vytvořen jedním člověkem nebo skupinou lidí. Významově pojem umělý jazyk není docela správný, správnější jsou pojmy konstruovaný, plánový, modelový nebo vyvíjený jazyk.
Dle definice Jeffreyho Henninga jsou umělé jazyky smyšlené jazyky, které za daných okolností slouží lidem či jiným inteligentním bytostem k dorozumívání. Těmi okolnostmi může být spletitá jazyková realita např. Evropy nebo jimi může být literární fikce, příběh. Dnes máme záznamy o stovkách různých umělých jazyků.
Nejznámějším a nejpoužívanějším umělým (konkrétněji plánovým nebo konstruovaným) jazykem je esperanto, další umělé jazyky jsou například ido, interlingua nebo volapük. Umělým jazykem je i mezislovanština. Méně známé a/nebo méně rozšířené jazyky mají někdy i kuriózní názvy, jako ariadna, adamitik, balta, panskrit, veltparl, ao, eo, dil, ile, langue bleue, perfekt, simplo, unita, expreso, geoglot, ro, loglan, monling, carpophorophilus a astegoniagraphianek. Existují i umělé jazyky zabývající se problematikou astrolingvistiky - například LINCOS nebo Kēlen. Podrobněji viz Mezinárodní pomocný jazyk.

## Klasifikace umělých jazyků
Podle způsobu vzniku dělíme umělé jazyky v zásadě na dvě skupiny:
- Jazyky apriorní – sestávající z prvků (fonémy, morfémy) zcela libovolně vymyšlených a nepodobajících se jiným již existujícím jazykům (například klingonština).
- Jazyky aposteriorní – spočívající na základech jiného, již existujícího, jazyka nebo více takových jazyků (byť třeba také umělých). Za první známý aposteriorní jazyk lze považovat projekt Lingua Ignota německé abatyše Hildegardy z Bingenu ze 12. století, který měl sloužit jako tajný jazyk pro církevní potřeby. Nejznámějším příkladem aposteriorního jazyka je esperanto.

Jiným možným pohledem na konstruované jazyky je podle způsobu, jakým jsou nebo mají být užívány:
- Mezinárodní pomocné jazyky
- Uměle redukované přirozené jazyky
- Logické jazyky
- Filozofické jazyky
- Umělecké jazyky
- Fiktivní jazyky

Podle omezení skupiny uživatelů lze umělé jazyky dělit na:
- tajné
- osobní
- skupinové